# هيئة نورماندي

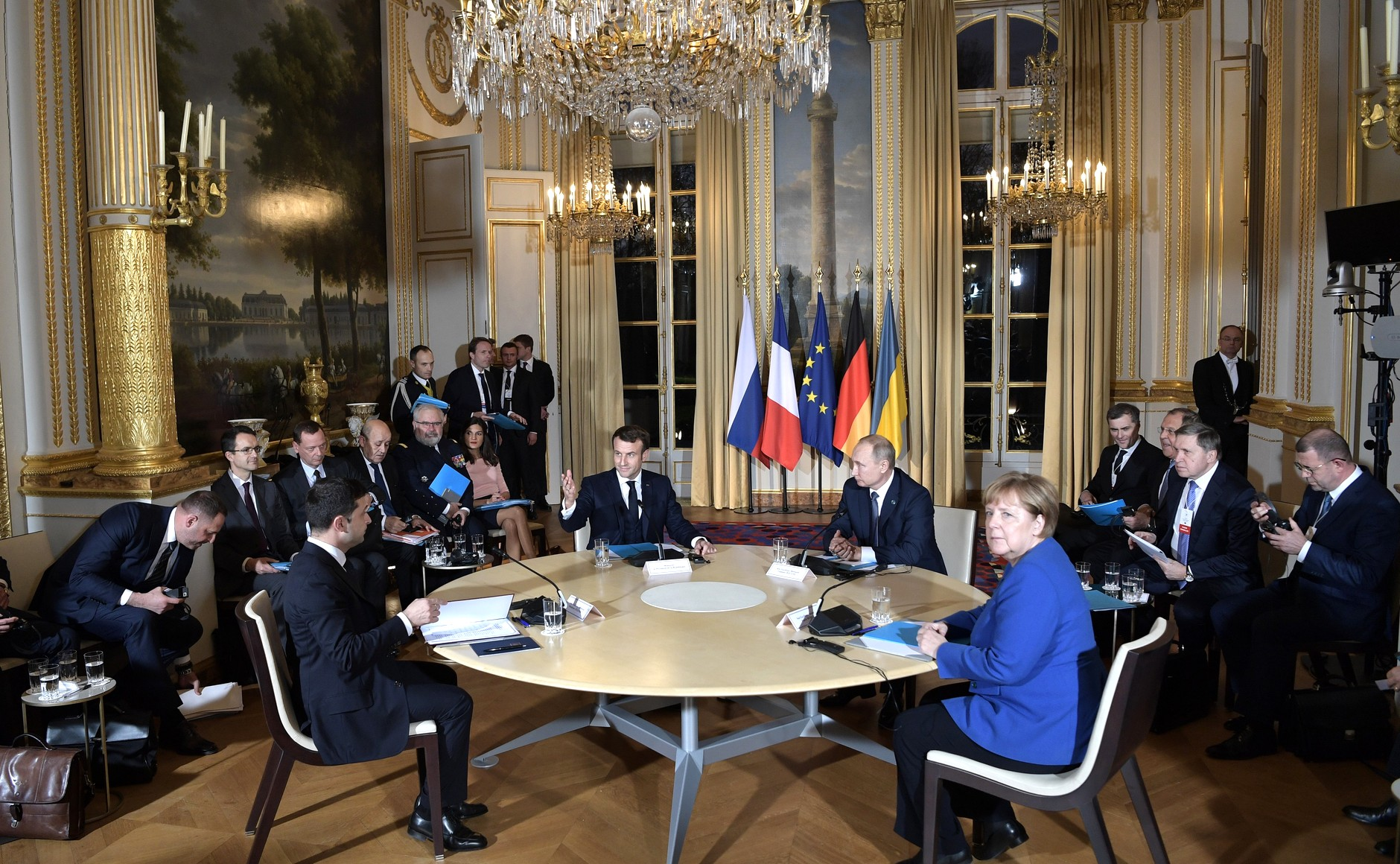
لقاء ضمن "صيغة نورماندي" باريس، 9 ديسمبر 2019

محادثات هيئة نورماندي (بالفرنسية: Format Normandie)‏ هي مباحثات تضم أربع دول، هي ألمانيا وروسيا وأوكرانيا وفرنسا، حيث التقى ممثلوها بشكل غير رسمي خلال احتفال ذِكرى إنزال نورماندي في عام 2014 في نورماندي، فرنسا، في محاولة لحل الحرب في دونباس. وقد عُرف أيضًا باسم «مجموعة الاتصال في نورماندي».

## النشأة
جرى إنشاء المجموعة في 6 يونيو 2014، عندما التقى قادة من فرنسا وألمانيا وروسيا وأوكرانيا على هامش الذكرى السبعين لإنزال الحلفاء في نورماندي. وتعمل المجموعة بشكل رئيسي من خلال المكالمات الهاتفية بين القادة ووزراء خارجية كل منهم. جرى توسيع تنسيق نورماندي في بعض الأحيان ليشمل بيلاروسيا وإيطاليا والمملكة المتحدة.

## المراحل
تألفت المرحلة الأولية من خمسة اجتماعات خلال الأعوام 2014 و 2015 و 2016.

### التوقف ثم اجتماع 2019
توقفت المفاوضات والمحادثات من 2016 حتى خريف 2019.
ذكر الرئيس الأوكراني فولوديمير زيلينسكي، في خطابه الافتتاحي في مايو 2019، أن محادثات السلام مع روسيا على رأس أولوياته. وأعاد التأكيد على تلك الأولوية في يوليو من ذلك العام عندما دعا عبر موقع يوتيوب الدول الأخرى للحوار. حيث قال: «دعونا نناقش إلى مَن تنتمي شبه جزيرة القرم ومن ليس في منطقة دونباس.»
في 18 يوليو، جرى الاتفاق على وقف إطلاق النار «الشامل» واللجوء إلى التحكيم من قِبل مجموعة الاتصال الثلاثية بشأن أوكرانيا.
في أوائل سبتمبر 2019، أعلن الرئيس الفرنسي إيمانويل ماكرون والرئيس الروسي فلاديمير بوتين عزمهما على عقد اجتماع على هيئة نورماندي. في 21 سبتمبر، جرى الاستشهاد بـ «المشاحنات المستمرة» على أنها تسبب في «شد الحبل السياسي» حول التمهيد للمفاوضات، كما حدث منذ اجتماع نورماندي في عام 2016 في برلين. في أواخر شهر سبتمبر أيضًا، جرى اتصال هاتفي بين الرئيس الأمريكي دونالد ترامب وزيلينسكي، وصف فيه الأخير دعم فرنسا وألمانيا بأنه فاتر، مما أضر بصورة زيلينسكي في أوروبا. وفي 10 أكتوبر، كرر زيلينسكي بيانه في مؤتمر صحفي عام. في 16 أكتوبر، قرر القادة الفرنسيون والألمان دعمهم لاجتماع آخر في هيئة نورماندي.
بسبب وباء فيروس كورونا المستمر، جرى تأجيل قمة مارس 2020 المخطط لها في برلين.

### 2022
عُقد اجتماع بصيغة نورماندي بين ممثلي البلدان الأربعة في باريس في 26 يناير 2022 في سياق الأزمة الروسية الأوكرانية 2021-2022، تلى ذلك محادثة هاتفية بين الرئيسين الفرنسي والروسي في 28 يناير. أكد ممثلو الحكومات الأربع دعمهم لبروتوكول مينسك الثاني والتزموا بحل الخلافات القائمة. وأيدوا وقف إطلاق النار غير المشروط، كما دعموا تعزيز وقف إطلاق النار في 22 يوليو 2020، بغض النظر عن خلافاتهم حول تنفيذ المكونات الأخرى لبروتوكول مينسك الثاني. جرى التخطيط لعقد اجتماع متابعة في برلين بعد أسبوعين.

## قادة الدول

### 2014–2017

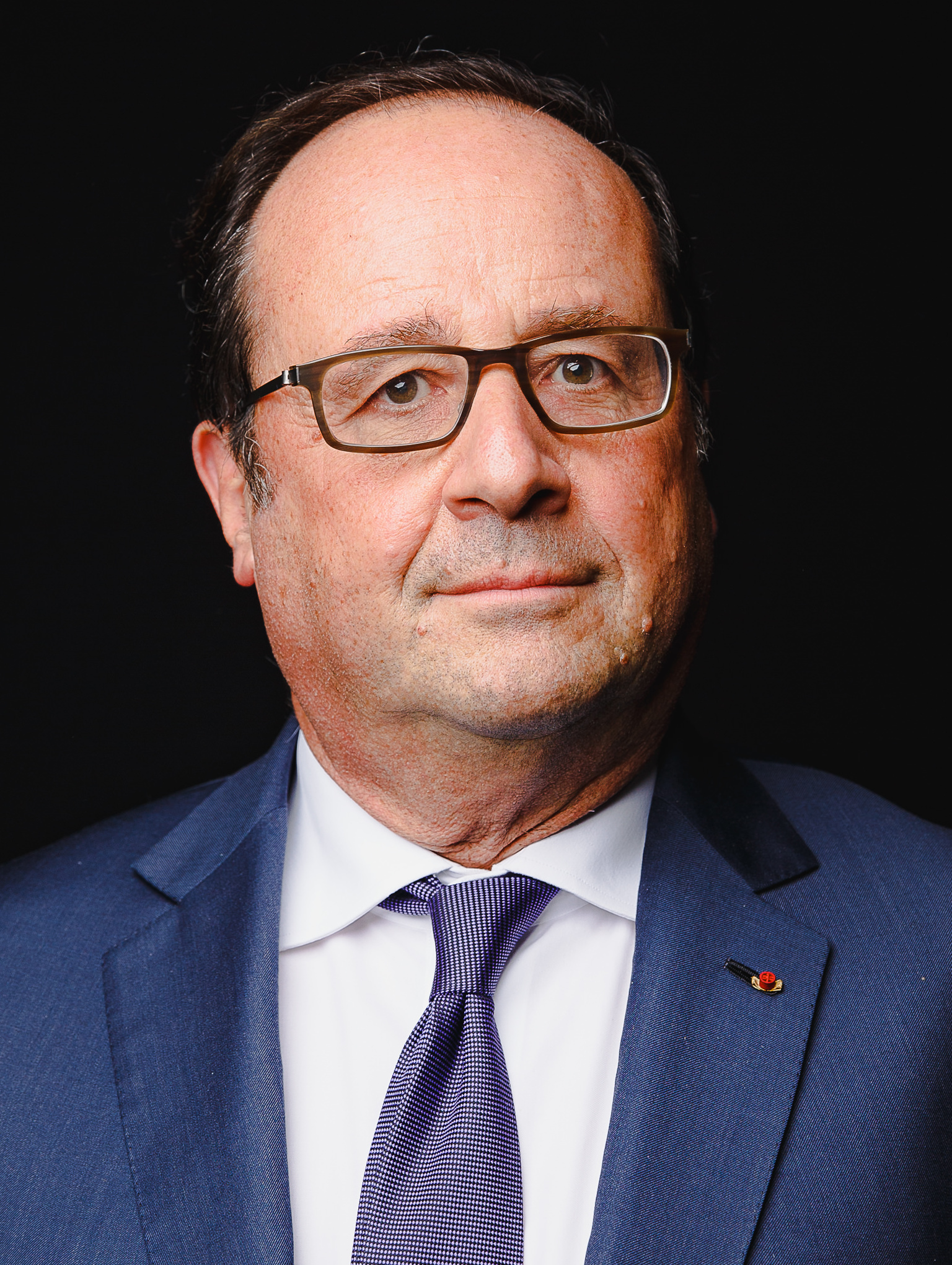
فرنسا فرانسوا أولاند رئيس فرنسا
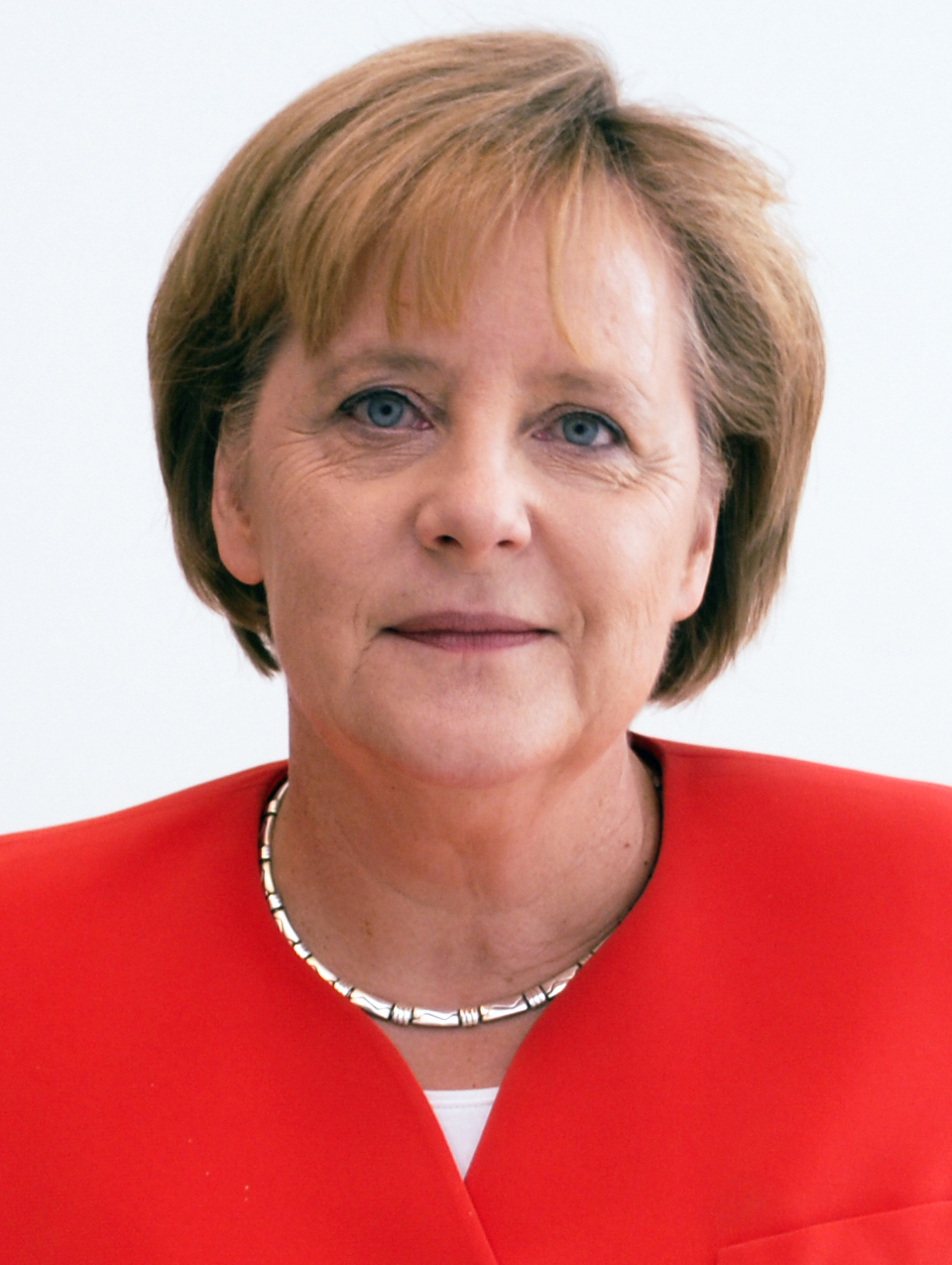
ألمانيا أنغيلا ميركل مستشار ألمانيا
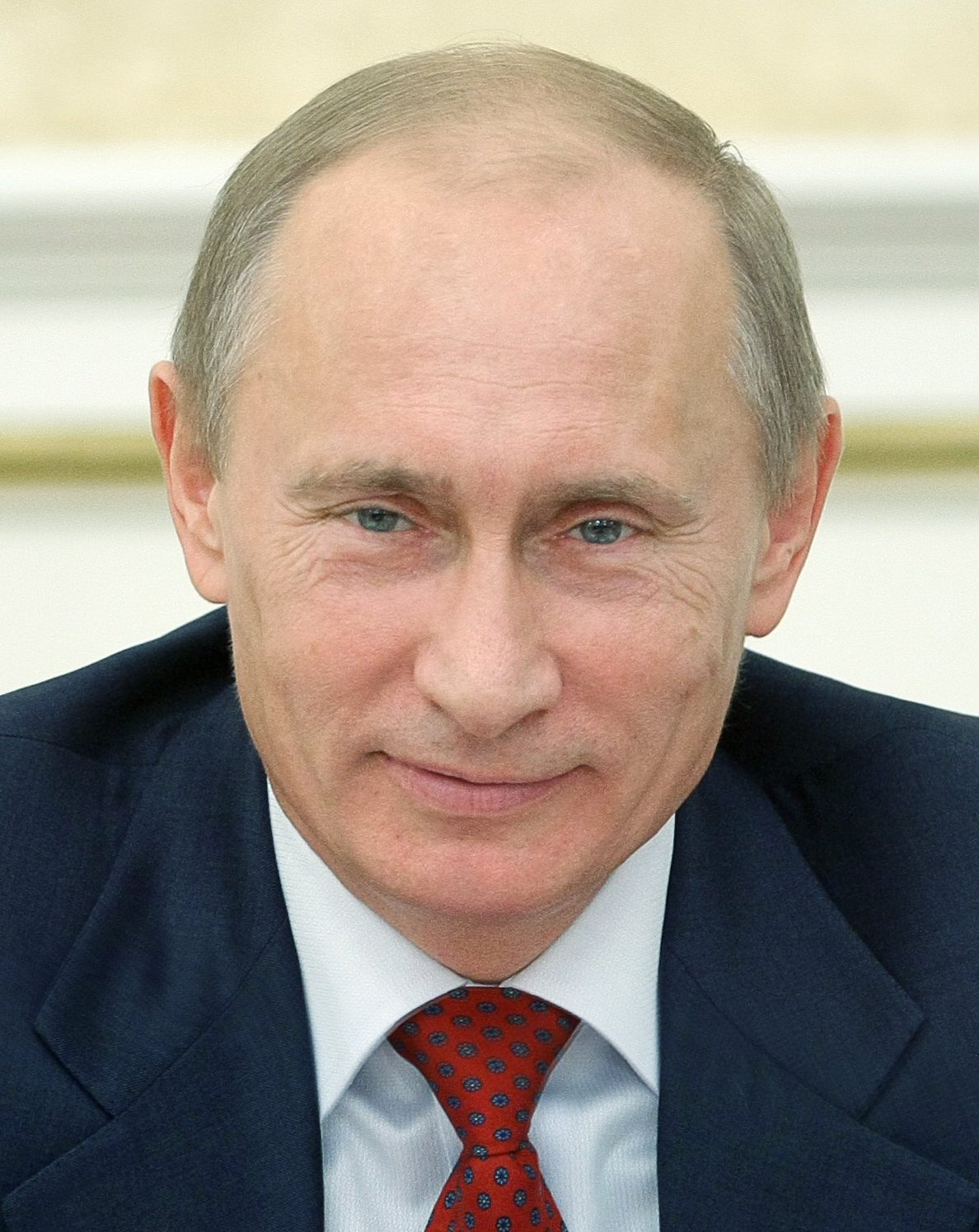
روسيا فلاديمير بوتين رئيس روسيا
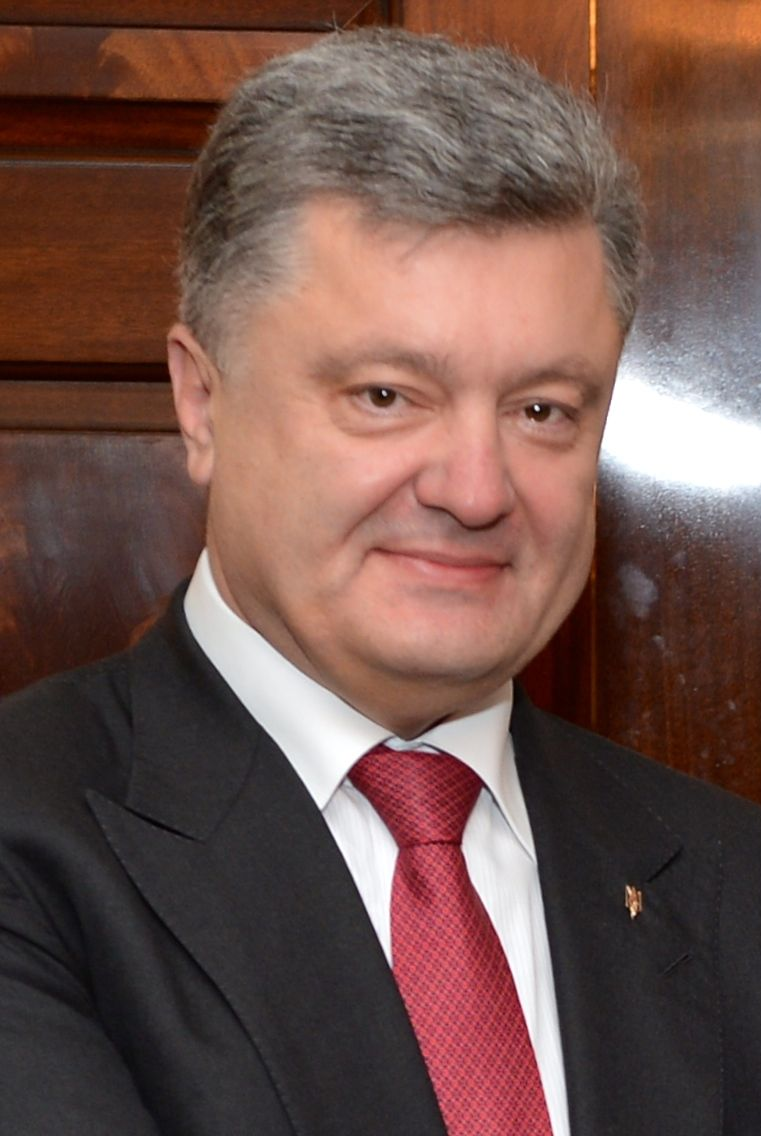
أوكرانيا بترو بوروشنكو رئيس أوكرانيا

### 2017–2019

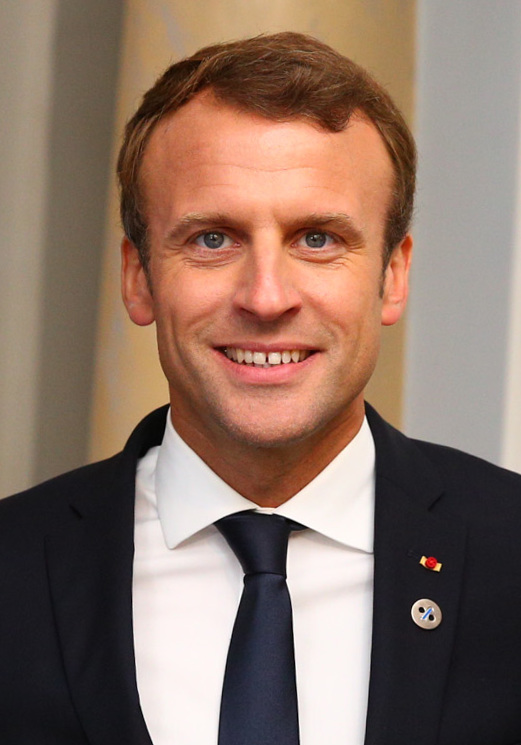
فرنسا إيمانويل ماكرون رئيس فرنسا
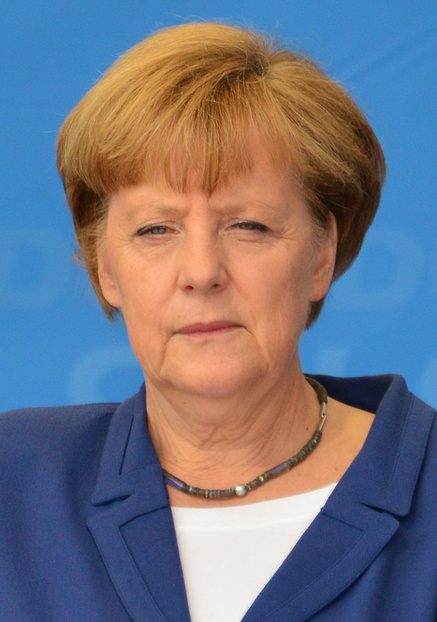
ألمانيا أنغيلا ميركل مستشار ألمانيا
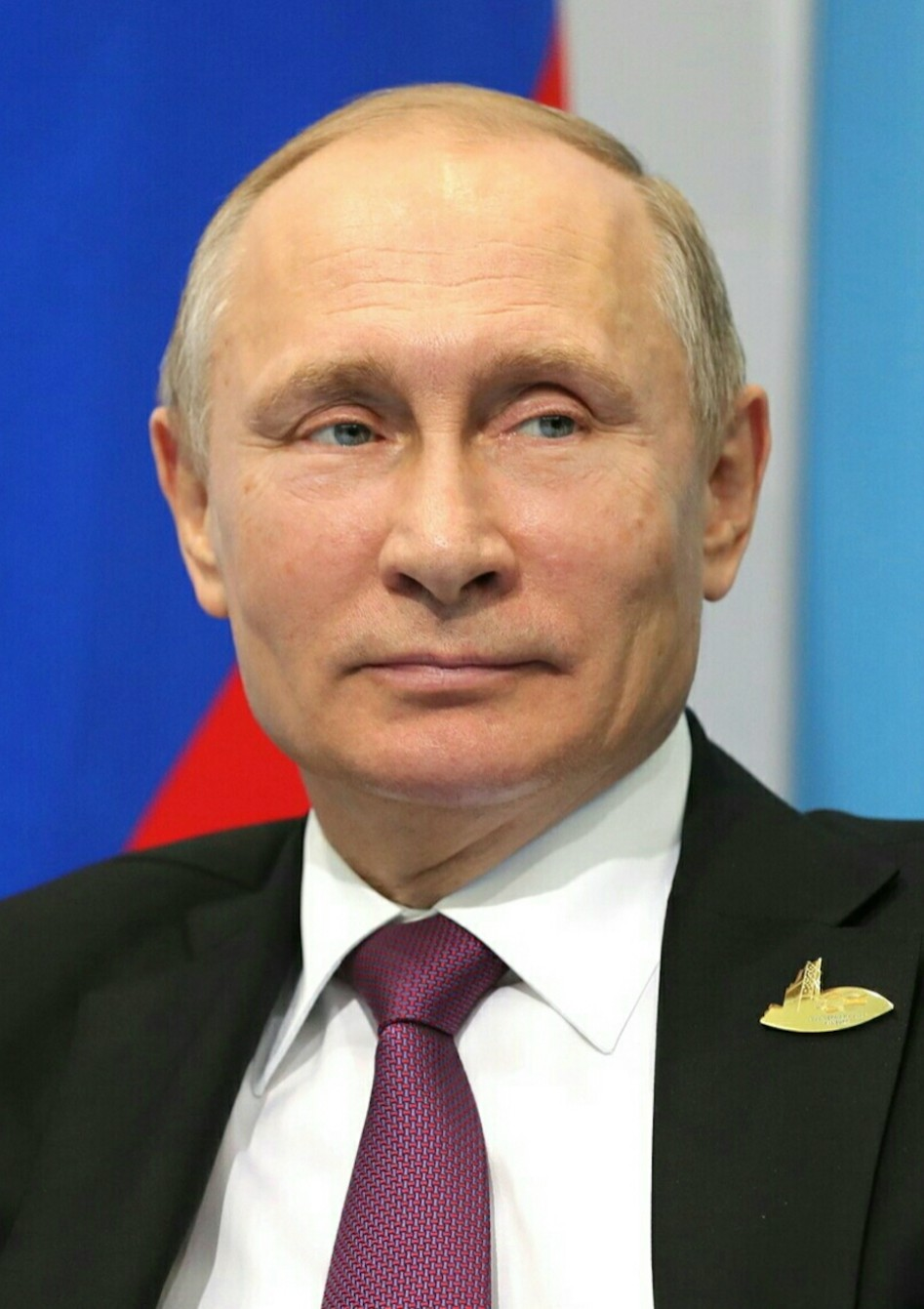
روسيا فلاديمير بوتين رئيس روسيا
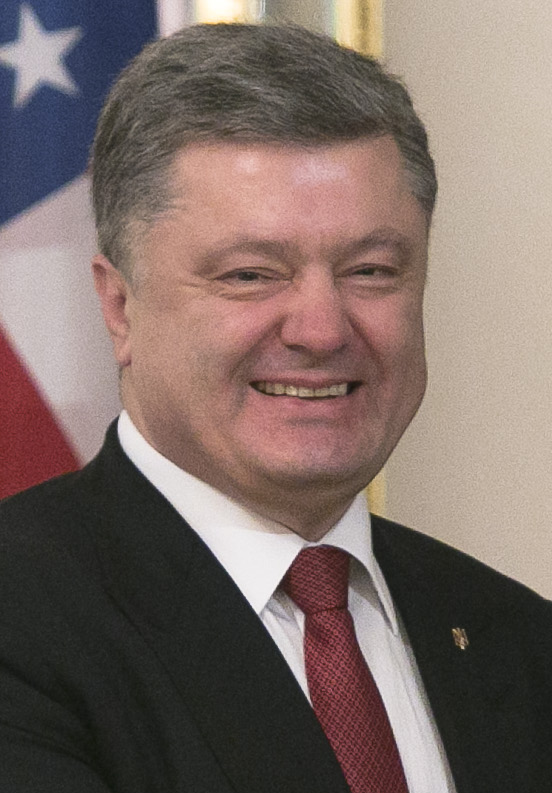
أوكرانيا بترو بوروشنكو رئيس أوكرانيا

### 2019–2021

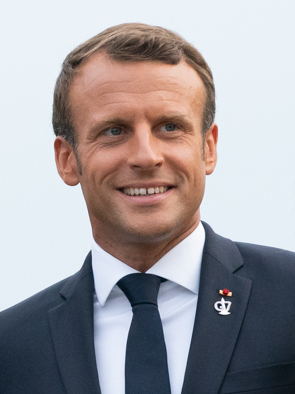
فرنسا إيمانويل ماكرون رئيس فرنسا
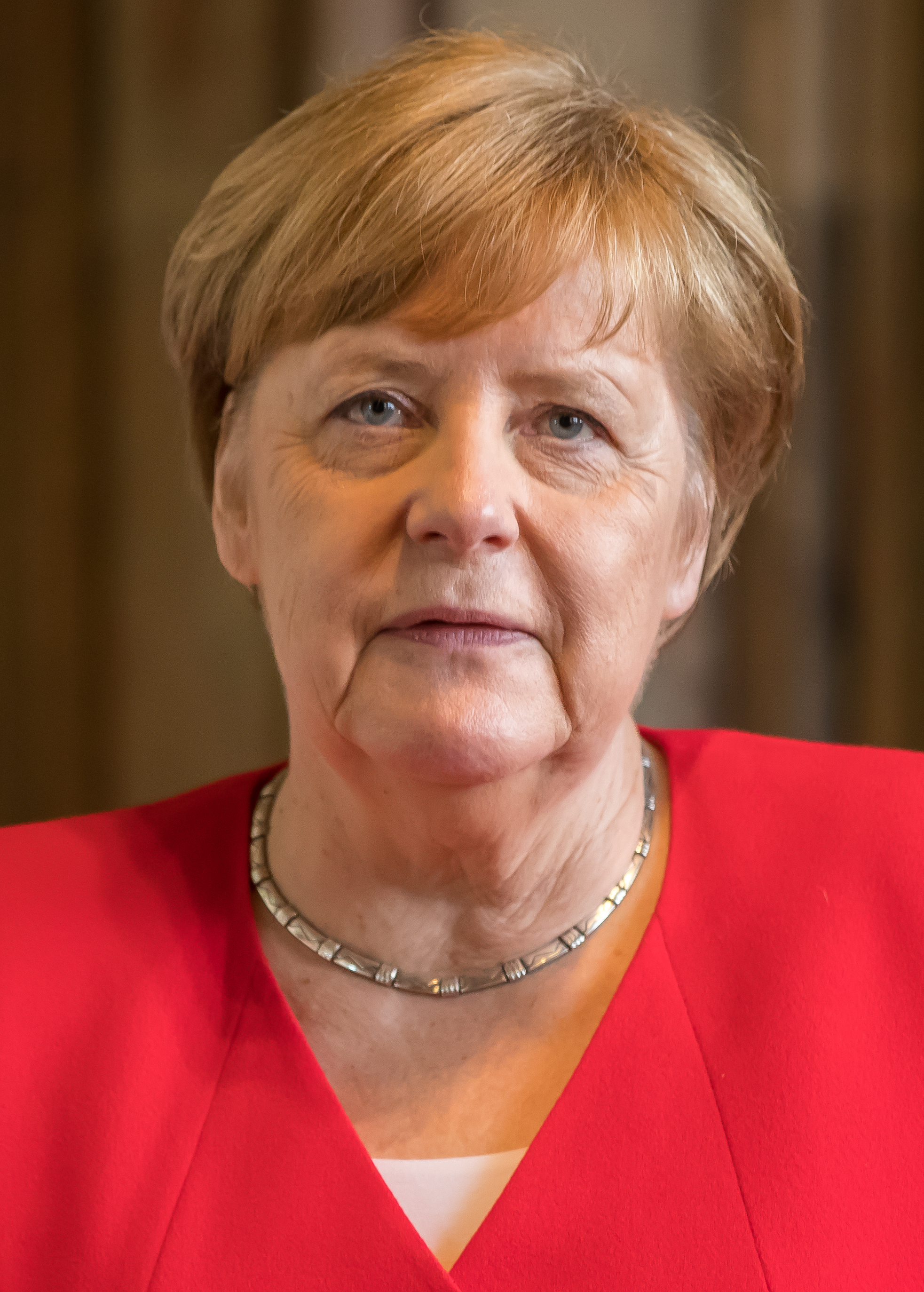
ألمانيا أنغيلا ميركل مستشار ألمانيا
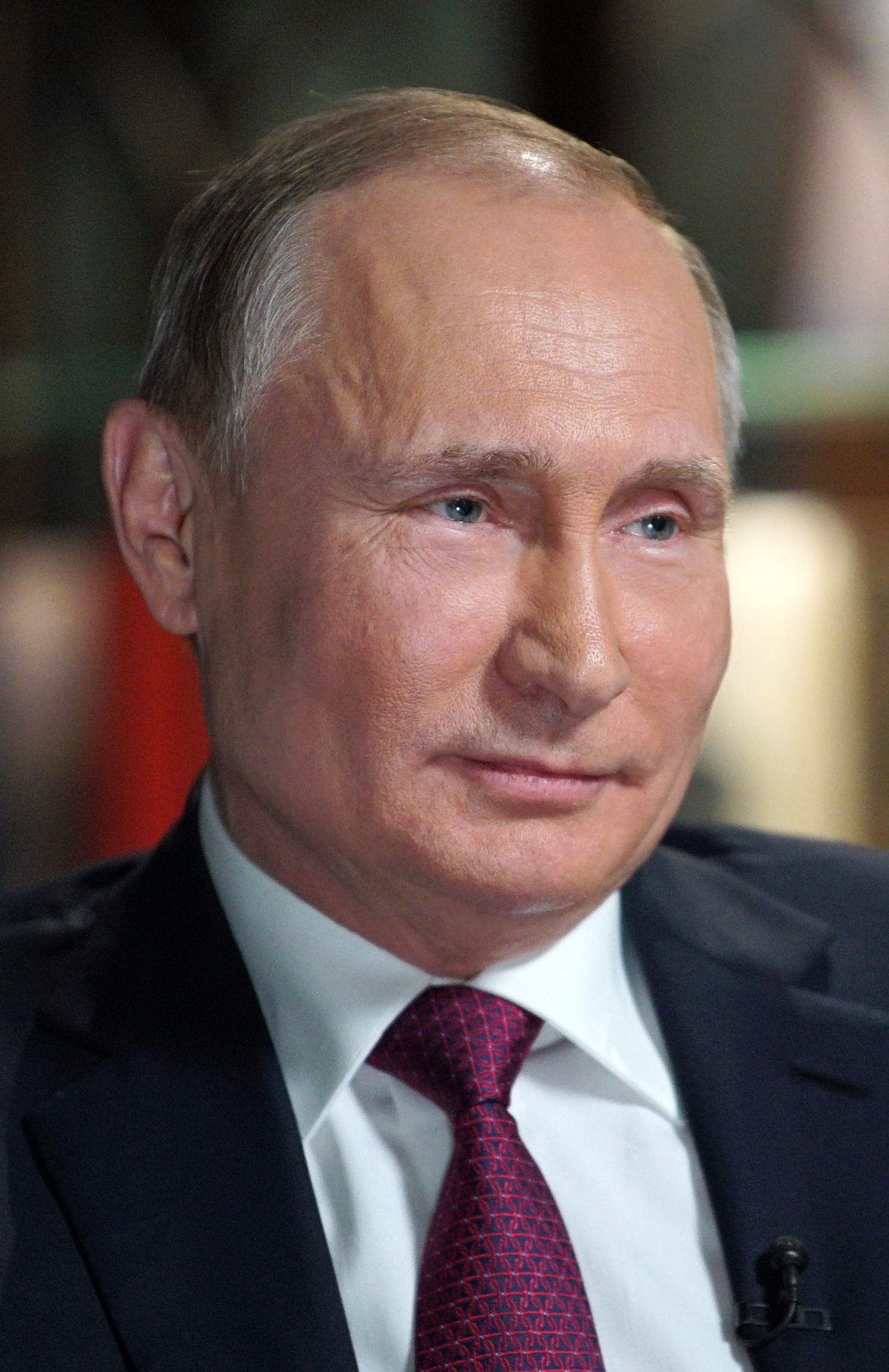
روسيا فلاديمير بوتين رئيس روسيا
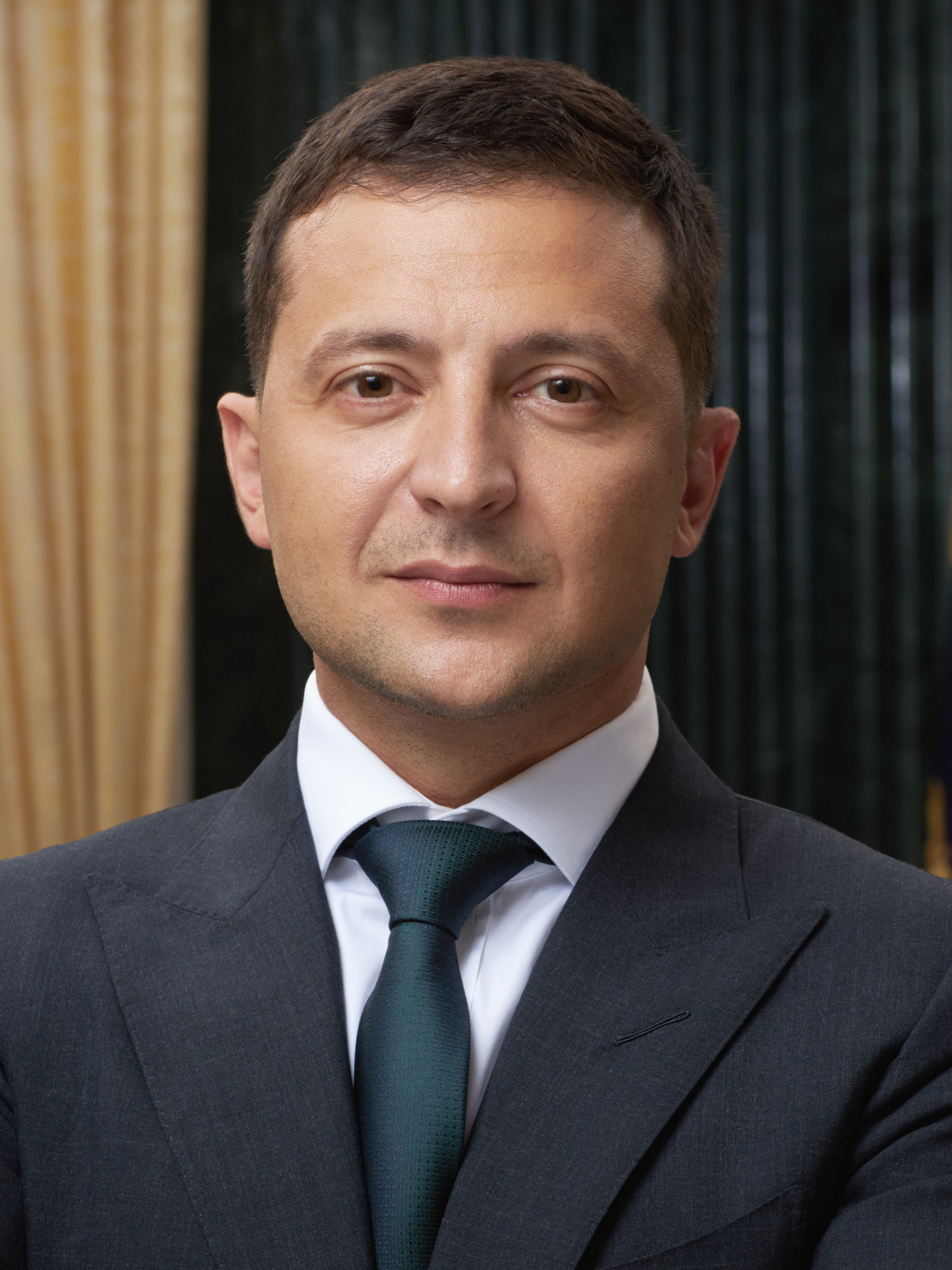
أوكرانيا فولوديمير زيلينسكي رئيس أوكرانيا

### 2021–إلى الوقت الحاضر

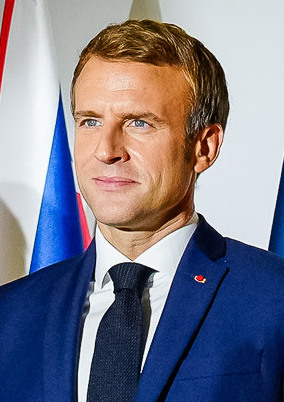
فرنسا إيمانويل ماكرون رئيس فرنسا
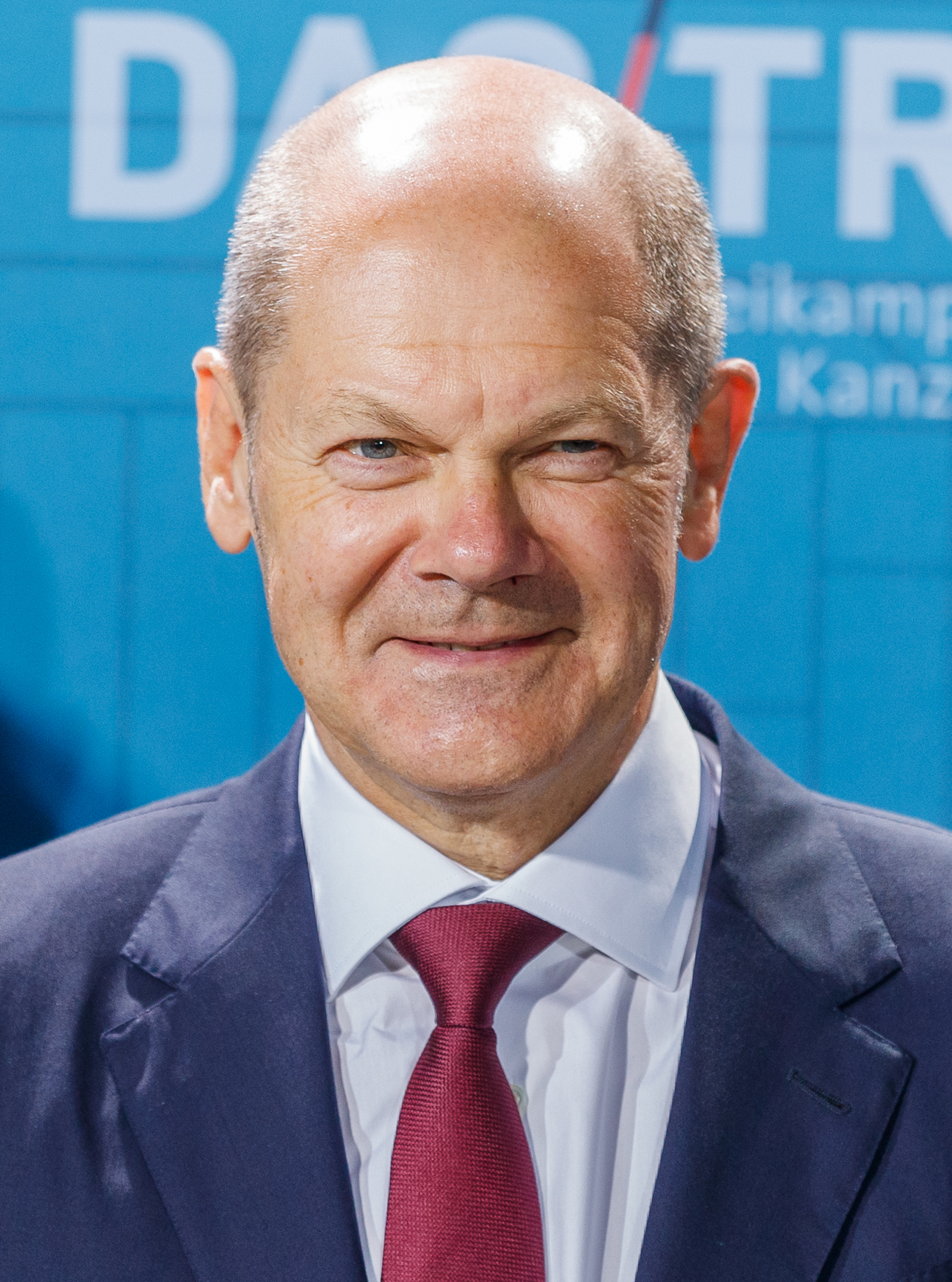
ألمانيا أولاف شولتس مستشار ألمانيا
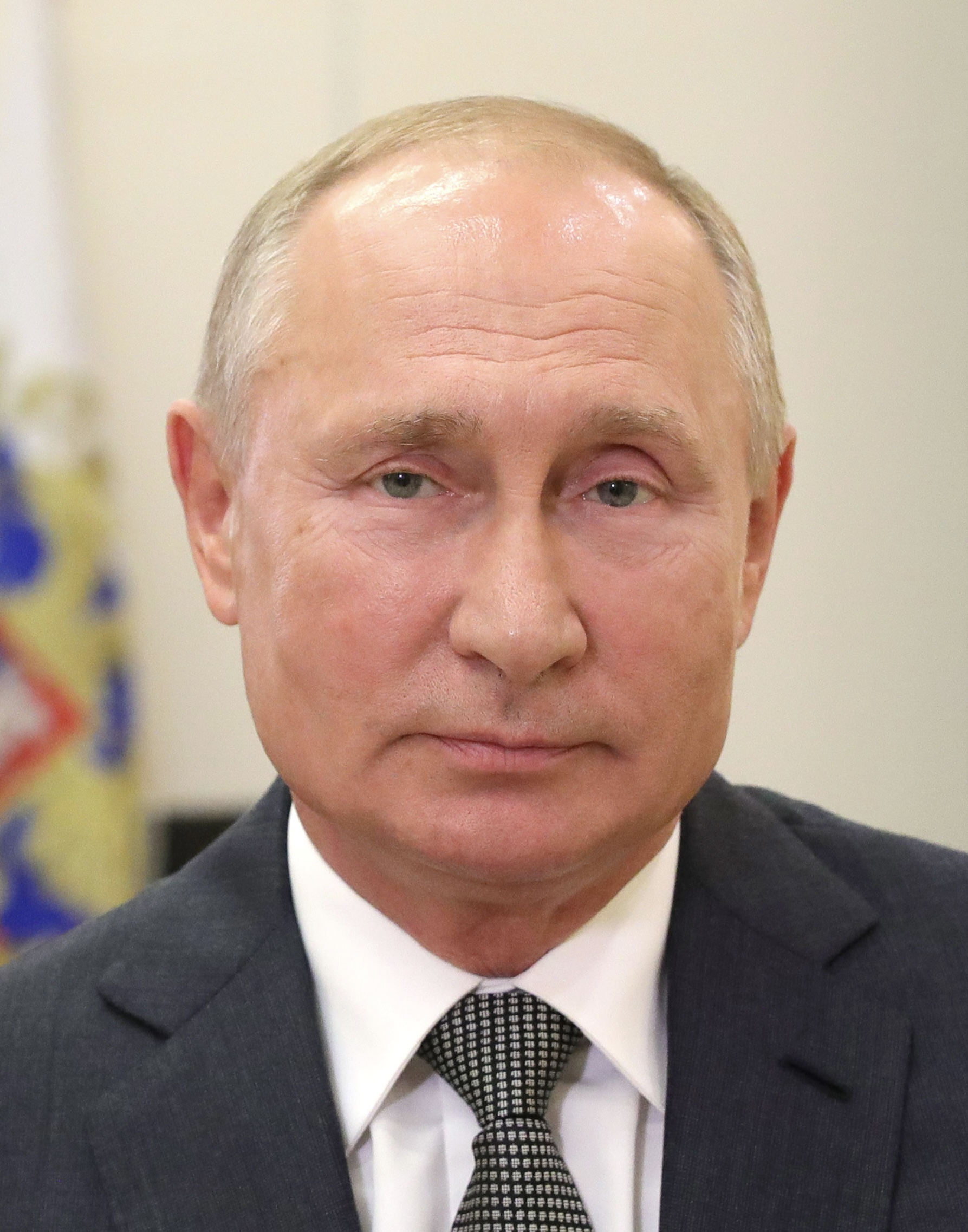
روسيا فلاديمير بوتين رئيس روسيا
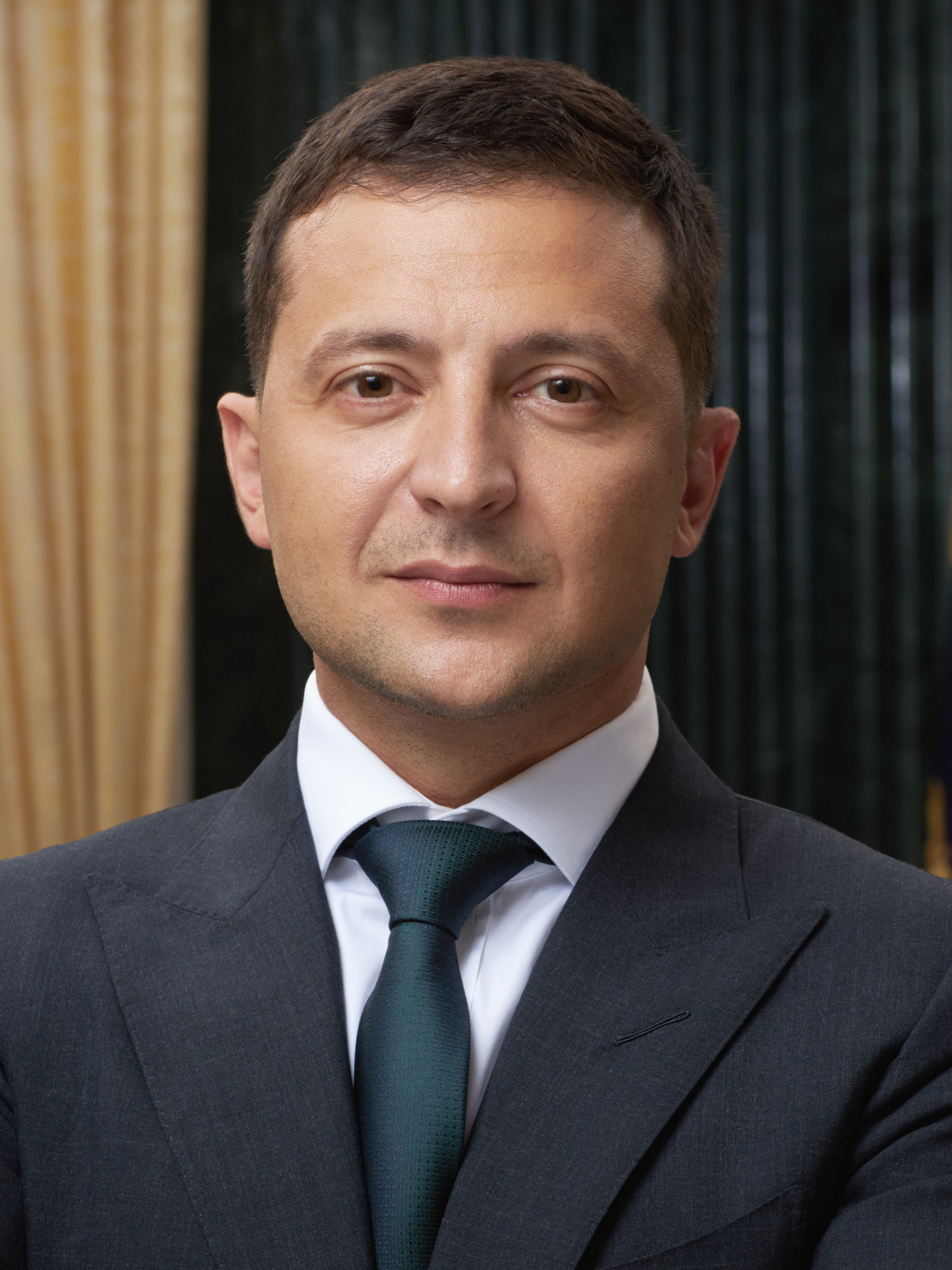
أوكرانيا فولوديمير زيلينسكي رئيس أوكرانيا

## الاجتماعات
عُقدت الاجتماعات الستة الأولى في الفترة من 2014 إلى 2019.
1. شاتو دي بينوفيل، نورماندي، فرنسا — 6 يونيو 2014 — الاجتماع الأول خلال الاحتفال بالذكرى السبعين لإنزال نورماندي
2. ميلانو، إيطاليا — 16–17 أكتوبر 2014 — كجزء من اجتماع آسيا وأوروبا[18]
3. مينسك، بيلاروس — 11–12 فبراير 2015 — توقيع بروتوكول مينسك الثاني
4. باريس، فرنسا — 2 أكتوبر 2015
5. برلين، ألمانيا — 19 أكتوبر 2016
6. باريس — 9 ديسمبر 2019
7. باريس — 26 يناير 2022